# Pepijn van Erp
Pepijn van Erp (Goirle, 8 april 1972) is een Nederlands wiskundige en skeptisch activist. Als bestuurslid bij Stichting Skepsis is hij onder meer gespecialiseerd in complottheorieën en nepnieuws.

## Biografie

### Opleiding en vroege loopbaan
Van Erp werd geboren in Goirle bij Tilburg, waar hij van 1984 tot 1990 naar het Theresia Lyceum ging. Vervolgens studeerde hij van 1990 tot 1999 wiskunde aan de Radboud Universiteit Nijmegen. Na zijn studie was Van Erp werkzaam als statistisch consultant bij de PTT. Tussen 2002 en 2005 werkte hij in Tanzania. Van februari 2006 tot en met 2012 was Van Erp secretaris van de Stichting Nijmeegs Universitair Fonds (SNUF).

### Skeptische beweging

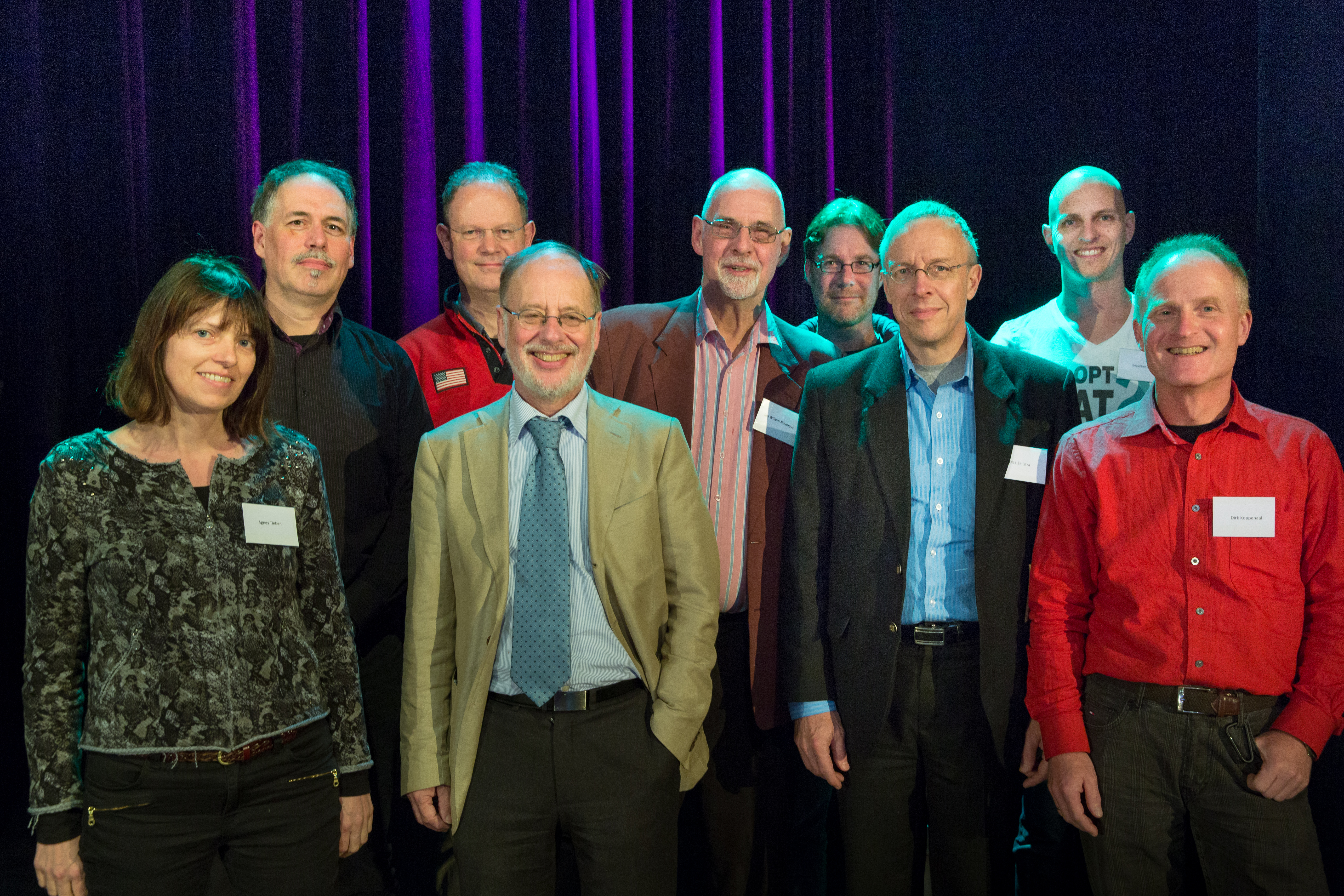
Van Erp (4e van rechts) met het Skepsis-bestuur in 2015.

In 2011 raakte hij betrokken bij Stichting Skepsis, waar hij sinds maart 2012 bestuurslid is. Samen met Maarten Koller en Gert Jan van 't Land zit hij in de redactie van de aan Skepsis gelieerde skeptische blog Kloptdatwel.nl. Tevens schrijft hij voor Skepter en onderhoudt ook een persoonlijke blog. Na het plotselinge overlijden van Skepter-hoofdredacteur en webmaster Rob Nanninga in 2014, nam Van Erp het webbeheer bij Skepsis over. In de loop der jaren hield hij zich bezig met allerlei dubieuze claims om te bepalen of ze wetenschappelijk dan wel pseudowetenschappelijk van aard waren. Daarmee stelt hij zich graag op als onderzoeksjournalist en houdt zich minder bezig met klassieke skeptische onderwerpen. Enerzijds wordt hij gedreven door dingen die hij interessant of grappig vindt om over te schrijven, anderzijds meent hij dat het geloof in bepaalde soorten onzin of het ontkennen van feiten heel veel ellende kan veroorzaken waar hij graag uit "burgerplicht" mensen voor wil behoeden.
In 2015 en 2016 heeft Van Erp gesproken op bijeenkomsten van skeptici (zogenaamde Skeptics in the Pub) en vrijdenkersborrels in Nederland en België, zoals Gent (over o.a. Wim Hof, strandbeschermingsbuizen en bomwichelroedes), Amsterdam (klimaatverandering) en Nijmegen (ufologie).

### Pseudowetenschap
Tussen 2012 en 2014 onderzocht Van Erp de claims van de Deense uitvinder Paul Jakobsen over strandbeschermingsbuizen die afkalving van de kustlijn moesten tegengaan. Het bleek dat het experiment in Nederland geen positieve resultaten opleverde, maar dat de lokale overheid en het bedrijf het probeerden voor te stellen als succes. Toch probeerde Jakobsen, op grond van die tegenvallende resultaten, meer projecten in andere landen te lanceren/rechtvaardigen.
De uitzonderlijke beweringen van "ijsman" Wim Hof trokken Van Erps aandacht ook. Hij stelde het op prijs dat Hof vaak op zoek ging naar wetenschappelijk bewijs waarom hij zo goed tegen koude kon en dat soms ook vindt. Tegelijk meende Van Erp dat Hof soms over het randje gaat en zelfs gevaarlijke gezondheidsclaims over onder andere kanker zou doen. Ook kwam Van Erp erachter dat Hofs succesverhaal over zijn teams beklimming van de Kilimanjaro grotendeels niet klopte: men had de top niet bereikt en de helft van het team inclusief Hof zelf moest met ziekteverschijnselen worden geëvacueerd met een Landrover. In de zomer van 2016 zouden drie jongemannen zijn omgekomen toen zij de Wim Hof-methode toepasten in koude omstandigheden.
In februari 2013 was Van Erp een van vele commentatoren die de redactie van De Wereld Draait Door verweten klakkeloos het verhaal te presenteren van de zwaar gehandicapte Niek Zervaas, die zou hebben kunnen communiceren via facilitated communication, een praktijk die als pseudowetenschap bekendstaat. De redactie gaf later toe dat men verblind was door het wonderlijke verhaal van Nieks ouders en kritischer had moeten zijn.

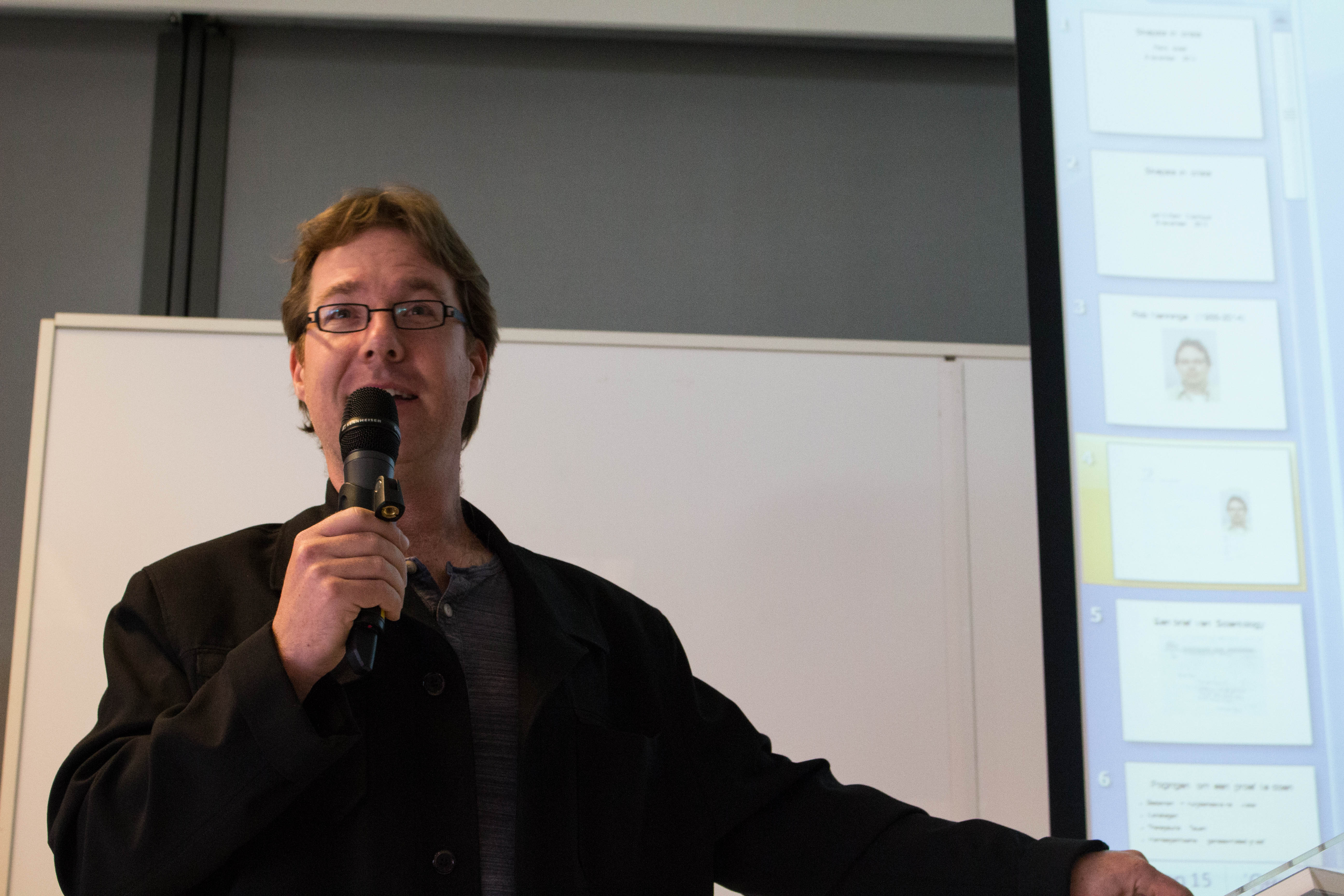
Pepijn van Erp in 2014.

Verder heeft Van Erp zich onder meer beziggehouden met de merkwaardige beweringen, hatemail en doodsbedreigingen van het Brabantse medium Robbert van den Broeke, die in 2005 door zijn collega Rob Nanninga en anderen werd ontmaskerd door het "genverbrander"-incident. Van Erp vond het erg ongeloofwaardig dat Van den Broekes email- Facebook- en Twitteraccounts, vanwaar sinds 2012 tientallen dreigementen zijn geuit aan zijn critici, het werk zouden zijn een hacker: "Ook bij ons op het blog liet hij jaren geleden dreigende reacties achter. Die waren te herleiden tot zijn ip-adres."
Na kritiek te hebben geleverd op de ideeën van de Amerikaans-Italiaanse kernfysicus Ruggero Santilli, werd Van Erp in 2016 door hem voor de rechter gedaagd, wegens inkomstenderving. De juridische procedure kostte de Stichting Skepsis in twee jaar tijd ruim € 200.000. In geldnood geraakt, deed Skepsis een oproep aan de donateurs teneinde door te kunnen procederen.
In oktober 2016 leidde een kritisch artikel van Van Erp ertoe dat elektronicaconcern Philips een workshop 'energetische geneeskunde' afgelastte. De sprekers zouden onder andere hun referenties en onderzoek naar het 'Prognos-systeem' in de Russische ruimtevaart, waarop zij hun aan Philips aangeboden producten zeiden te baseren, "volkomen hebben verzonnen". Volgens afgezegde spreker Mauk den Boer waren dat echter irrelevante details. Philips zelf reageerde niet inhoudelijk op de kritiek, alleen dat dit een interne workshop had moeten blijven en was afgeblazen omdat het in de publiciteit was gekomen.

### Complottheorieën
Van Erp en zijn Skepsis-collega's verdiepen zich vaak in complottheorieën om feit en fictie te scheiden en te proberen het publiek goed te informeren. Daarbij is het, volgens van Erp, complotdenkers meestal te doen om te zoeken naar "verborgen organisaties of machten die met opzet slechte dingen proberen te bewerkstelligen. Ze vergeten daarbij vaak normaal toeval of dingen die zonder reden gebeuren. Als je het allemaal bij elkaar neemt, dan blijft er meestal niet zoveel over van die complottheorie. (...) Iets wat op het eerste ogenblik heel overtuigend lijkt [aan te tonen] dat het officiële verhaal niet kan kloppen, blijkt als je andere [vergelijkbare] gevallen bekijkt dan toch helemaal niet zo bijzonder."
Volgens Van Erp komen en gaan complottheorieën: nieuwe hebben vaak met de (politieke) actualiteit te maken, maar ook oude die vrijwel niemand meer aanhing kunnen plots terugkomen, zoals het begin 2016 weer opgedoken idee dat de Aarde plat is, maar dit door wetenschappers en autoriteiten wordt verborgen. Hij constateerde dat complottheorieën zich vele malen sneller verspreiden dan vroeger vanwege sociale media en vaak verwant zijn aan nepnieuws. "Sommige complottheorieën zijn redelijk onschuldig," maar "het kan snel ontsporen," meende Van Erp, verwijzend naar hoe bijvoorbeeld antisemitische complottheorieën bijdroegen aan de Holocaust.

### Rechtszaak na kritische recensie
In november 2019 oordeelde de rechter dat een in juni 2018 verschenen recensie die Van Erp had geschreven van het boek 'Patronen van Bedrog' van de auteurs Willem Middelkoop en Tim Dollee over de zogeheten deep state  niet onrechtmatig was. Een van deze auteurs had een civiele zaak tegen Van Erp aangespannen, omdat hij het boek als "broddelwerk" afdeed. 

## Persoonlijk
Van Erp is getrouwd en heeft twee kinderen. Hij is ook een schaker.